# گوروخوفتس
شهر گوروخوفتس (به روسی: Гороховец) در کشور روسیه و در اوبلاست ولادیمیر واقع شده‌است.